# Bundesautobahn 524
Bundesautobahn 524 (em português: Auto-estrada Federal 524) ou A 524, é uma auto-estrada na Alemanha.
A Bundesautobahn 524 tem 7 km de comprimento.

## Estados
Estados percorridos por esta auto-estrada:
- Renânia do Norte-Vestfália